# ある公爵夫人の生涯
『ある公爵夫人の生涯』（あるこうしゃくふじんのしょうがい、The Duchess）は、2008年のイギリス・アメリカ合作映画。アマンダ・フォアマンによるデヴォンシャー公爵夫人ジョージアナ・キャヴェンディッシュの伝記小説を映画化した作品。
第81回アカデミー賞衣装デザイン賞受賞、美術賞ノミネート。

## ストーリー
18世紀後半の英国。貴族出身のジョージアナ・スペンサーは17歳という若さで名門貴族のデヴォンシャー公爵のもとに嫁いだ。結婚後、社交界の華として注目を集めるが、デヴォンシャー公爵とは愛のない生活を送っていた。

## キャスト
※括弧内は日本語吹替
- ジョージアナ（デヴォンシャー公爵夫人） - キーラ・ナイトレイ（弓場沙織）
- デヴォンシャー公爵 - レイフ・ファインズ（小杉十郎太）
- レディ・スペンサー（英語版） - シャーロット・ランプリング（沢田敏子）： ジョージアナの母。
- チャールズ・グレイ - ドミニク・クーパー（伊藤健太郎）
- レディ・エリザベス・フォスター - ヘイリー・アトウェル（朴璐美）
- チャールズ・ジェームズ・フォックス - サイモン・マクバーニー（中博史）
- リチャード・シェリダン - エイダン・マクアードル（英語版）（室園丈裕）
- グレイの父親 - ジョン・シュラプネル（小高三良）

その他の日本語吹替
小谷津央典／伊丸岡篤／井上悟／遠藤純一／下田レイ／若原美紀／瀬尾友子／足立友／的場加恵／天沙羽恵美

## 主な受賞
- 第81回アカデミー賞：衣装デザイン賞
- 英国アカデミー賞：衣装デザイン賞
- サテライト賞：衣装デザイン賞
- 全米衣装デザイナー組合賞：衣装デザイン賞（時代映画部門）